# ポッポ (フリースラント王)
ポッポ (西フリジア語: Poppo 英語: Bubo 生年不詳 - 734年 )は、8世紀初頭のフリースラント王（在位:719年 - 734年）。先王ラッドボッドが719年に死去した後フリースラントを支配した。南方の大国フランク王国と対峙したが、実際のところその勢力が及んだのはラッドボッド時代のフリースラント領のうち北半分ほどであったとみられている。 734年、ポッポはフランク王国宮宰カール・マルテルにボーン川の戦いで敗れて戦死した。ポッポは非キリスト教徒だったため、フランクの年代記ではこの戦争はカール・マルテルによるフリースラントの反乱軍に対する聖戦であったと記録されている。
733年、ポッポの支配下にないウェストルホアのフリース人がフランク王国に反乱し、カール・マルテルに鎮圧された。 この時に囚われた人質はキリスト教に改宗しフランク王国の宗主権を認めたが、彼らはカールの撤退後に他のフリース人により処罰された。翌734年、ポッポのもとに集まったフリース人は再び決起した。カール・マルテルは大型船を集め、海からフリースラントに上陸した。 カールはポッポを服従させることが目的だったため途上にいるフリース人を罰することは無く、抵抗を受けることも無かった。 カールとポッポの両軍は、当時フリースラントの商業中心地だったボーン川の土手で対峙した。 このボーン川の戦いでフランク軍は野営地を要塞化したうえで戦闘に臨み、フリース人は敗れてポッポも戦死した。
ポッポの死により、フリースラントの異教文化は大きく崩壊した。神殿は徹底的に破壊され、略奪された。 カールは遠征から帰還するとローマ式の凱旋式を行い、年代記者はカールに「勝利者（victor）」の称号を与えた。